# Eugnathogobius
Az Eugnathogobius a csontos halak (Osteichthyes) főosztályának a sugarasúszójú halak (Actinopterygii) osztályába, ezen belül a sügéralakúak (Perciformes) rendjébe, a gébfélék (Gobiidae) családjába és a Gobionellinae alcsaládjába tartozó nem.

## Rendszerezés
A nembe az alábbi 9 faj tartozik:
- Eugnathogobius illotus (Larson, 1999)
- Eugnathogobius indicus Larson, 2009
- Eugnathogobius kabilia (Herre, 1940)
- Eugnathogobius mas (Hora, 1923)
- Eugnathogobius microps Smith, 1931
- Eugnathogobius mindora (Herre, 1945)
- Eugnathogobius siamensis (Fowler, 1934)
- Eugnathogobius stictos Larson, 2009
- Eugnathogobius variegatus (Peters, 1868)